# 86043 Cévennes
(86043) Cévennes, denumire internațională (86043) Cevennes, este un asteroid din centura principală de asteroizi.

## Descriere
86043 Cévennes este un asteroid din centura principală de asteroizi. A fost descoperit pe 16 iulie 1999 la Observatoire des Pises din Parcul național din Cévennes. Asteroidul prezintă o orbită caracterizată de o semiaxă mare de 2,93 ua, o excentricitate de 0,17 și o înclinație de 12,5° în raport cu ecliptica.